# Rue des Jacobins (Reims)
Pour les articles homonymes, voir Rue des Jacobins.
 (mars 2022).
La rue des Jacobins est une rue de la commune de Reims, dans le département de la Marne, en région Grand Est.

## Situation et accès
La rue des Jacobins est comprise entre la rue Chanzy et la rue Brûlée. La rue appartient administrativement au quartier Centre-ville de Reims.

## Origine du nom
Cette rue trouve son nom dans le couvent des Jacobins que la rue a traversé lorsqu'elle fut percée sous la Révolution française.

## Historique
Le couvent des Jacobins fut créé au début du XIIIe siècle, il était situé entre les rues Chanzy et Brûlée. La rue des Jacobins fut percée sous la Révolution à travers le couvent, en passant sur l’emplacement de l’église. Ce couvent décrit par Prosper Tarbé en 1844 semblait avoir disparu complètement car, en 1898, le docteur Pol Gosset dit qu’il n’en restait aucune trace. Après la guerre il a surgi des ruines du groupe de maisons situé entre la rue des jacobins (des frères-Précheurs ou Couchant) et la rue Hincmar. Les murs d’une des nefs de l’église et de la grande salle ont été déblayés et classés monument historique.

## Bâtiments remarquables et lieux de mémoire
- Square des Jacobins avec les ruines du Couvent des Jacobins.
- Au 19 (en angle avec le 11 rue brulée) : l’hôtel particulier, des architectes Edmond Herbé et Maurice Deffaux, a obtenu la 1re prime de satisfaction au concours de façade de l’URAD de 1923. Cette architecture pittoresque possède des références médiévales (tourelle d’angle, lucarne, irrégularité contrôlée des baies). Il est repris comme éléments de patrimoine d’intérêt local [3] et est classé Maison patrimoine du XXe maison[4].

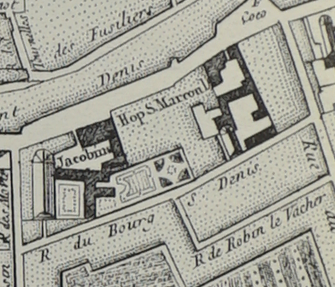
Emplacement du couvent des jacobins
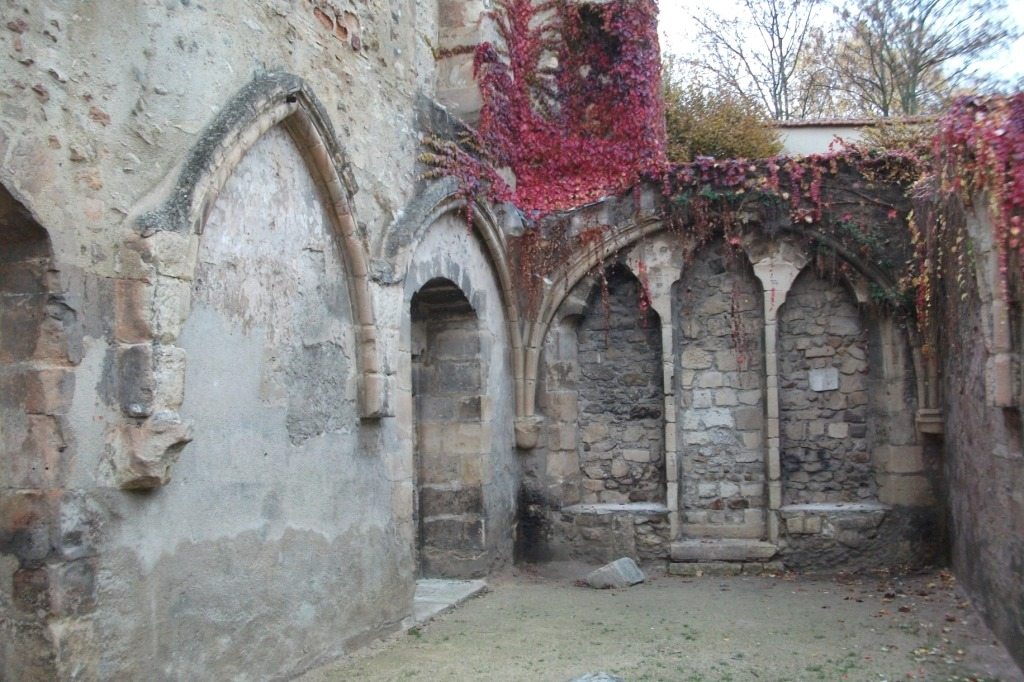
Vue des ruines du couvent des jacobins.
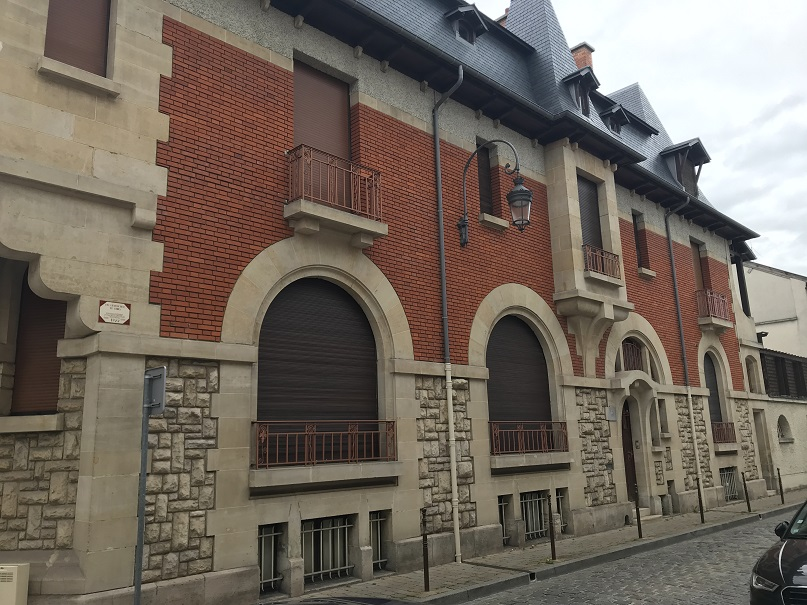
Hôtel particulier 19 rue des jacobins en angle avec le 11 rue Brûlée.